# غريغ براون (لاعب كرة قدم)
غريغ براون (بالكورية: 그렉 브라운)‏ (بالإنجليزية: Greg Brown)‏ (29 يوليو 1962 بمانشستر في المملكة المتحدة - ) هو لاعب كرة قدم كوري جنوبي وأسترالي في مركز الهجوم. شارك مع منتخب أستراليا لكرة القدم ومنتخب نيوزيلندا لكرة القدم. أما مع النوادي، فقد لعب مع بوهانغ ستيلرز ونادي ساوثبورت ونادي هايد إف سي وميرامار رينجرز ‏ وMossley A.F.C. ‏ ونادي ستاليبريدج سيلتيك ووست أديلايد ‏ وNapier City Rovers FC ‏ وBonnyrigg White Eagles FC ‏ وMitchelton FC ‏ ونادي باراماتا ‏.

## وصلات خارجية
- غريغ براون على موقع الاتحاد الدولي (مؤرشف)  (الإنجليزية)
- غريغ براون على موقع دوري كوريا الجنوبية (الإنجليزية)
- غريغ براون على موقع قاعدة بيانات كرة القدم.إي يو (الإنجليزية)